# Wiley-Blackwell
Wiley-Blackwell è una casa editrice statunitense controllata dalla John Wiley & Sons, che si occupa di monografie e riviste tecniche, mediche, scientifiche e accademiche, trattando principalmente di biologia, medicina, scienze fisiche, tecnologia, scienze sociali e scienze umane.
La casa editrice venne fondata nel 2007, in seguito all'acquisto della Blackwell Publishing, che si occupava di attività scientifiche, tecniche e mediche, da parte della John Wiley & Sons.

## Storia
La Blackwell Publishing nacque nel 2001 dalla fusione di due case editrici accademiche di Oxford, le quali avevano mosso i primi passi agli inizi del Novecento all'interno delle librerie della famiglia Blackwell: la Blackwell Science, fondata nel 1939 col nome di Blackwell Scientific Publishing, e la Blackwell Publishers, fondata nel 1922 col nome di Basil Blackwell & Mott e poi ribattezzata Blackwell Publishers nel 1926. La fusione diede vita ad uno dei più importanti riferimenti editoriali per le pubblicazioni delle società di apprendimento. Nel 2004, il gruppo Blackwell acquisì il marchio BMJ Books dalla BMJ Publishing Group, la casa editrice del British Medical Journal. Al 2006, il suo catalogo editoriale includeva 805 riviste e 650 opere di consultazione, relative ad un'ampia varietà di materie accademiche, mediche e professionali; oltre due terzi delle riviste erano pubblicate per conto di un'organizzazione senza scopo di lucro.
Il 17 novembre 2006, la John Wiley & Sons annunciò di aver finalizzato un accordo di acquisizione della Blackwell Publishing, che fu completata nel febbraio 2007 ad un prezzo di acquisto di 572 milioni di sterline, creando così la Wiley-Blackwell, che integrò l'autonoma attività editoriale del settore scientifico della Blackwell Publishing all'interno della casa-madre.

## Pubblicazioni (lista parziale)
- Acta Crystallographica
- Addiction
- Bulletin of Latin American Research
- Environmental Toxicology and Chemistry
- European Journal of Political Research
- Curtis's Botanical Magazine
- Genes, Brain and Behavior
- History: The Journal of the Historical Association
- International Economic Review
- Journal of Applied Polymer Science
- Journal of Consumer Behaviour
- Language Learning
- Maternal & Child Nutrition
- Molecular Oral Microbiology
- Monthly Notices of the Royal Astronomical Society
- Studies in Ethnicity and Nationalism
- The Econometrics Journal
- The Russian Review
- Zoologica Scripta